# یوناپولیس
یوناپولیس (به پرتغالی: Eunápolis) یک منطقهٔ مسکونی در برزیل است که در باهیا واقع شده‌است. یوناپولیس ۱٬۱۷۹ کیلومتر مربع مساحت و ۱۱۴٬۳۹۶ نفر جمعیت دارد.